# Schoultz von Ascheraden (Adelsgeschlecht)

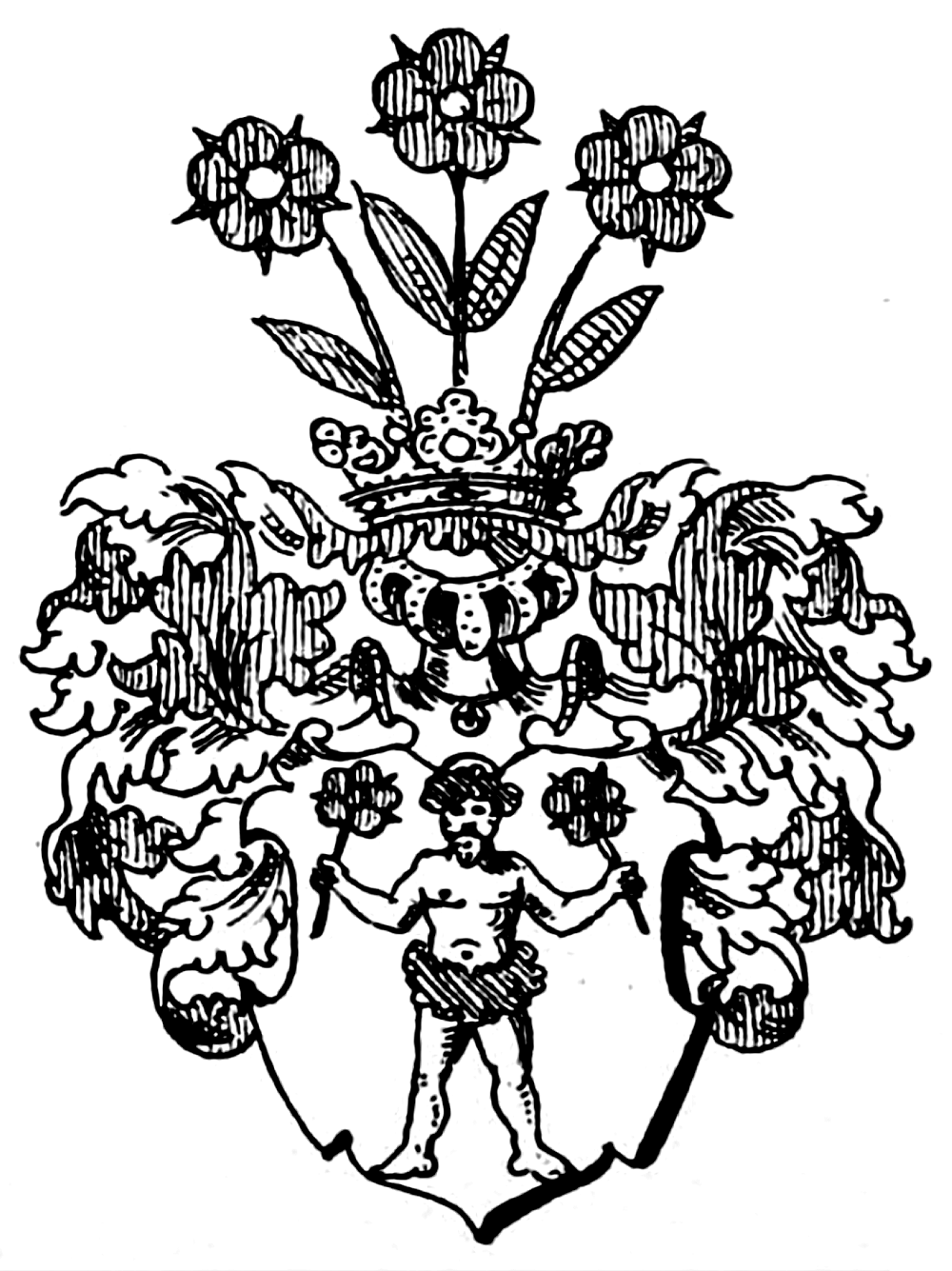
Stammwappen der Schoultz von Ascheraden

Schoultz von Ascheraden ist der Familienname eines schwedisch-baltischen Adelsgeschlechts. Es wurde im Jahre 1652 in das schwedische Ritterhaus aufgenommen. Die livländische Abstammungslinie siedelte sich teilweise in Pommern und Russland an und stellte im Baltikum mehrere herausragende Landespolitiker und höhere Offiziere.

## Geschichte
Ursprünglich war das böhmische Adelsgeschlecht „von Schoultze“ in der Nähe von Prag beheimatet. Die ausbrechenden Religionsstreitigkeiten veranlassten die Schoultzes zunächst nach Polen und später nach Livland zu flüchten. Der erste 1589 urkundlich benannte, und als Stammvater geführte Vorfahre in Livland, war Hermann Schultz, oder Schulz und auch als Schulthess bekannt. Er stand im Dienste des schwedischen Königs Johann III. (1537–1592), wurde 1601 schwedischer Oberst und Kommandant der Festung Kockenhusen. Er fiel 1605 in der Schlacht bei Kirchholm.

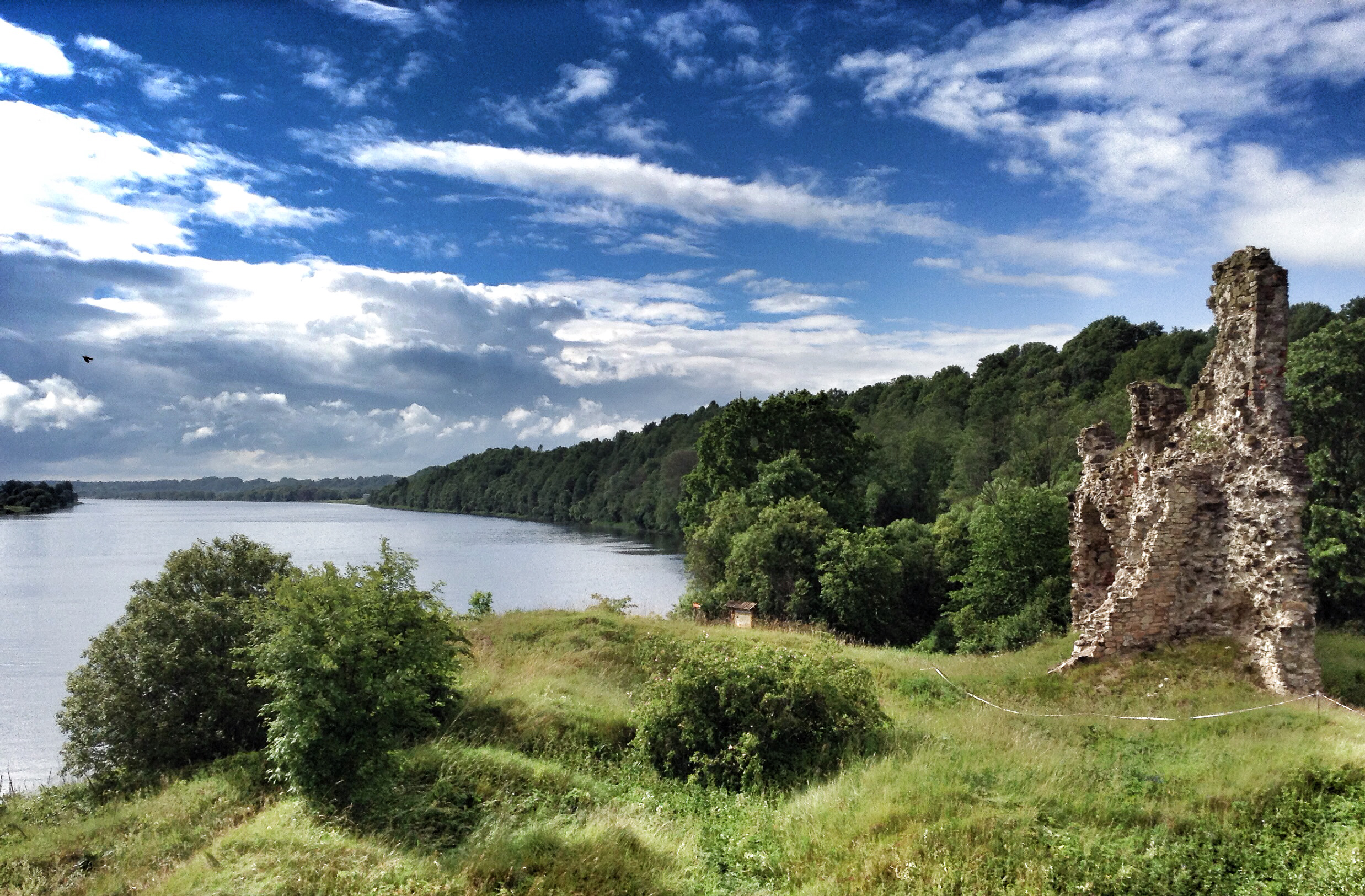
Ruine der früheren Ordensburg Ascheraden in Lettland

In Anerkennung seiner Verdienste wurde sein Sohn Simon (* um 1588–1633) im Jahre 1630 mit der Starostwo und dem Schloss Ascheraden, im heutigen lettischen Aizkraukle, belehnt, welches 1674 durch die Schenkung von Karl XI. von Schweden (1655–1697) als Baronie, in den Besitz der Familie überging. Simon von Schoultz war schwedischer Oberst der Artillerie und fiel 1633 im Dreißigjährigen Krieg bei Pfaffenhofen an der Ilm. Sein Sohn Martin (1617–1682) stieg bis zum schwedischen Generalleutnant auf, war Landrat und Generalgouverneur von Schonen, Gouverneur in Narwa. Martin wurde mit dem Adelsdiplom vom 18. April 1674 in den freiherrlichen Adelsstand, mit dem Prädikat „von Ascheraden“ aufgenommen. Ab dieser Zeit führten sie den Namen Schoultz von Ascheraden. 1675 wurde er in das Ritterhaus zu Stockholm (Nr. 58) eingeführt.
Sein jüngerer Sohn Martin Simon (1660–1730) setzte die militärische Laufbahn seines Vaters fort, er wurde bis zum Generalleutnant befördert und vertrat die schwedische Krone als Gouverneur von Wismar und Stralsund, wobei er die pommersche Abstammungslinie gründete. Der ältere Bruder Carl Friedrich (1656–1728) war schwedischer Oberst und nach seinem aktiven Militärdienst übernahm er die Führung der Güter Ascheraden und Römerberg, er war auch livländischer Landrat und setzte die livländische Linie fort. Diese wurde 1652 in den schwedischen Adelsstand erhoben, 1674 erhielten sie den Freiherrenstand mit dem Adelsprädikat „von Ascheraden“, 1854 wurden sie als Barone in den russischen Adelsstand erhoben. 1742 erhielten sie das livländische und 1839 das estländische Indigenat. Sie wurden in die Livländische Ritterschaft unter der Nummer 70 und in der Estländischen Ritterschaft unter der Immatrikulationsnummer 289 eingetragen.
Carl Friedrich (1720–1782) gilt als einer der bedeutendsten aufklärerischen Reformer des Baltikums, der sich um eine Verbesserung der Lage der Bauernschaft bemühte. Bekannt bzw. berüchtigt wurde er durch ein privates Landrecht, das er 1764 für die Bauern Ascheradens (mit Langholm) erließ und in welchem er viele Rechte und Schutzregelungen der Schwedenzeit für die Bauern wiedereinsetzte. Für seine Bemühungen, die seinen Tod größtenteils nicht überdauerten, wurde er vom Aufklärer Garlieb Merkel als einer der wenigen deutschbaltischen Gutsbesitzer als vorbildlich hervorgehoben.
Der Sohn Martin Simons, Carl Ludwig (* 1711) führte die pommersche Linie fort, er erbte durch die Heirat mit Freiin von Marschalk die Güter Schmantevitz und Lobkevitz in der Nähe von Breege auf Rügen.

## Stammwappen
Das Stammwappen derer von Schoultz befindet sich im Herzschild des großen freiherrlichen Wappens: In Silber ein natürlicher mit einem Rosenkranz gegürteter, breitbeinig stehender Mann mit ausgebreiteten Armen, in jeder Hand eine zweiblättrige rot blühende Rose.

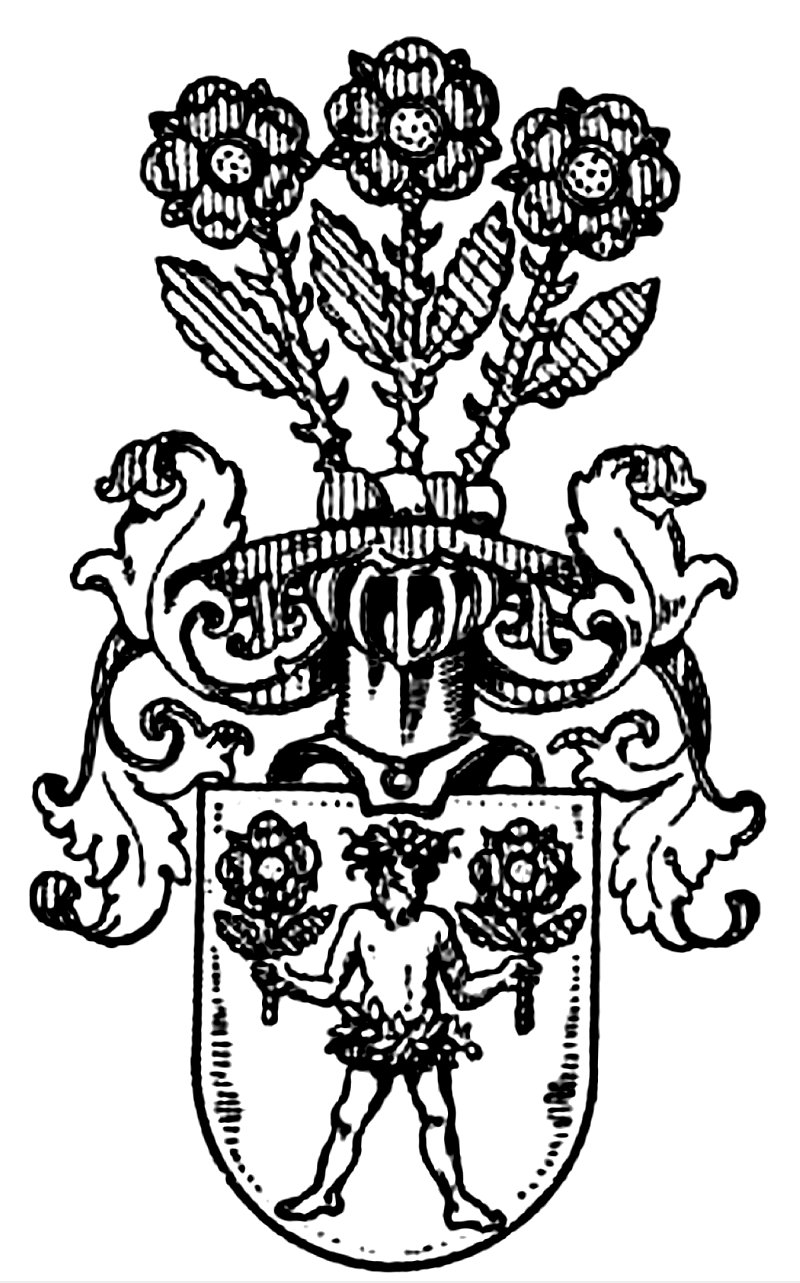
Stammwappen der Schoultz (von Ascheraden)
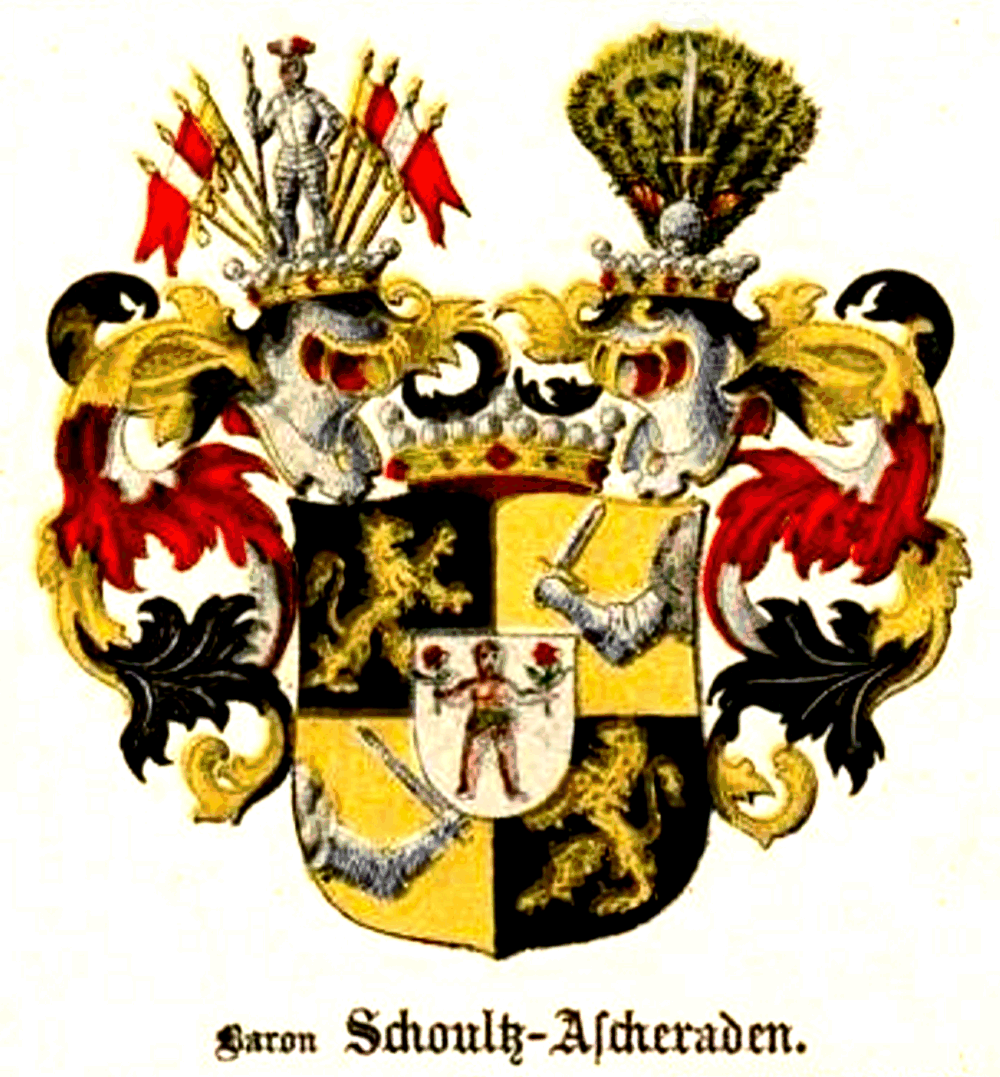
Wappen der Freiherren Schoultz von Ascheraden

## Stammtafel (auszugsweise)
- Hermann Schults, auch Schultz oder Schulthess (* um 1523–1583), Stammvater der livländischen Abstammungslinie, ⚭ Margareta Wyman
  - Simon Schoultz, auch Schulze (* ca. 1578 in Böhmen), Herr auf Ascheraden in Livland, schwedischer Oberst, ⚭ Anna Margaretha von Funcken
    - Martin Schoultz von Ascheraden (1617–1682), Baron Schultz, Herr von Ascheraden und Römershof, ⚭ 1. Anna Margaretha von Zimmermann (Tochter des Burggrafen in Riga), ⚭ 2. Elisabeth Gertrud von der Brüggen, Söhne alle aus der 1. Ehe:
      - Carl Friedrich Schoultz von Ascheraden, Herr von Ascheraden und Römershof (* 1656, † 9. November 1728), Oberstleutnant, Landrat, ⚭ 1. Margaratha Cronstjerna, ⚭ 2. Margaratha Gertruda Plater, geb. de la Barre
        - 1. Ehe Martin Heinrich Schoultz von Ascheraden (1687–1736), Kapitän in schwedischen Diensten, ⚭ 2. Anna Margareta von Stackelberg († 1777)
          - Carl Friedrich Schoultz von Ascheraden (1720–1782), russischer Kapitän, Landrat in Livland, ⚭ Christina Helena von Liphardt (1728–1790), ohne Nachkommen

        - Bernhard Heinrich Schoultz von Ascheraden (1727–1797), russischer Generalmajor, ⚭ Sofia Charlotta von Schoenaich († 1807), ohne Nachkommen (sie hatte einen Neffen und Adoptivsohn, seitdem „von Hoverbeck genannt von Schoenaich“)
        - Carl Schoultz von Ascheraden (* ca. 1689, † 27. Juli 1741 in Römershof), polnischer Leutnant, ⚭ Maria Elisabeth Eichler (1693–1760)
          - Helmich Friedrich Schoultz von Ascheraden (* 25. August 1721, † 20. Februar 1794), russischer Kapitän, ⚭ Charlotte Dorothea von Berg (1721–1796)
            - Gotthard Friedrich Martin Schoultz von Ascheraden (1750–1769)
            - Magnus Johann Schoultz von Ascharaden (1754–1819), russischer Oberst, ⚭ Carolina Henriette Schoultz von Ascheraden (* 1773 Tochter von Martin Gustav Schoultz von Ascheraden und Lisette von Liphardt)
            - Christoffer Schoultz von Ascheraden (1761–1830), russischer Hofrat, Oberlandgerichtsassessor, ⚭ Eva Catharina von Funcken (1762–1847)
              - Friedrich Bernhard Schoultz von Ascheraden (1794–1859), Hofgerichtsassessor, ⚭ Margareta Friederika von Anrep (1797–1846)
                - Otto Christoffer Ernst Schoultz von Ascheraden (1820–1892), Kreisgerichtsassessor, ⚭ Johanna Charlotta von Sahmén (1818–1904)
                - Philipp August Bernhard Schoultz von Ascheraden (1825–1891), Landgerichtsassessor und Notar, ⚭ Anna Matilda von Richter (1829–1881)
                  - Alfred Schoultz von Ascheraden (1855–1923), Chemieingenieur, Friedensrichter, ⚭ Anna Berens von Rautenfeld (1849–1916), ohne Nachkommen
                  - Robert Schoultz von Ascheraden (1856–1914), Kirchspielrichter, Ordnungsrichter
                  - Carl Friedrich Schoultz von Ascheraden (1859–1919, gest. in Rostock)

            - August Leonard Schoultz von Ascheraden (1762–1835), Major, ⚭ Ulrika Augusta von Funcken (1774–1859)
              - Rembert August Schoultz von Ascheraden (1797–1850), Herr auf Eckhof, Kreisrichter, ⚭ Ernestine Ottilie von Camphausen (1810–1902)
                - Friedrich Gustav Schoultz von Ascheraden(1798–1873), Landgerichtsassessor, ⚭ Charlotta Agnes von Transehe (1808–1874)
                  - Carl August Alexander Schoultz von Ascheraden (1828–1895), russischer Oberst, Gouverneurs-Forstmeister in Wolhynien und Podolien, russischer Staatsrat
                  - Friedrich Adam Robert Schoultz von Ascheraden (1831–1909), russischer Kapitän, ⚭ Marianne Löschern von Herzfeld (genannt von Friedricsz, 1842–1898), ohne Nachkommen
                    - Eugen Alfred Schoultz von Ascheraden (1844–1906)

                  - Alexander Hermann Gerhard Schoultz von Ascheraden (1851–1887), ⚭ mit Charlotta Helene von Strandmann (* 1859)

          - Friedrich Reinhold Schoultz von Ascheraden (* 3. November 1766, † 21. September 1833), Landmarschall von Livland, Landrat, ⚭ mit Amalie Berens von Rautenfeld (1772–1835)
            - Eduard Friedrich Schoultz von Ascheraden (1798–1853), Oberst in russischen Diensten, ⚭ Alexandra von Muchin (1810–1876)
              - Catharina Schoultz von Ascheraden, Hofdame am Zarenhof

          - Carl Friedrich Schoultz von Ascheraden (1720–1782), russischer Kapitän, Landrat
          - Preußische Linie: Simon Reinhold Schoultz von Ascheraden (1734–1812), ⚭ 2. Anna Louise Heinrichs (1753–1818)
          - Johann Friedrich Schoultz von Ascheraden (1779–1852), Leutnant in Preußen, ⚭ 1. Louise Carolina von Sommitz (1776–1822)
            - Wilhelm Hugo Alfred Schoultz von Ascheraden (1807–1889), preußischer Beamter, ⚭ Frunziska Sofie Bolz (1817–1895)
              - Eugen Hugo Schoultz von Ascheraden (1839–1913), preußischer Kammerrat, ⚭ Olga von Waldheim (1846–1898)
              - Wilhelm Alexander Konstantin Schoultz von Ascheraden (1840–1914), Herr auf Hermenhagen und Bartenstein ⚭ Elise Steffens (1848–1917)
                - Fritz Kurt Schoulz von Ascheraden (1882–1960), preußischer Verwaltungsbeamter und Landrat ⚭ Hanna Hegenscheidt (* 1892)

    - Martin Simon Schoultz von Ascheraden (* 4. Januar 1660, † 3. November 1730), schwedischer Generalleutnant, Gouverneur in Wismar u. Stralsund
      - Pommersche Linie: Carl Ludwig Schoultz von Ascheraden (* 1711 in Wismar, † 1778), Herr auf Schmantevitz und Lobkevitz in der Nähe von Breege auf Rügen, Herr auf Zarnekow bei Glewitz, schwedischer Kammerherr, ⚭ mit Christina Ulrica Marschalk, Erbin von Schmantewitz auf Rügen, Zarnekow und Nehringen
        - Carl Gustav Schoultz von Ascheraden (* 1743, † 1798 in Berlin), schwedischer Diplomat und Autor
        - Louise Elisabeth Schoultz von Ascheraden (* 1746; † 1829), Abtissin des Adligen Fräuleinstiftes zu Barth
        - Reinhold Hermann Schoultz von Ascheraden (* 1747; † 1823), auf Schwantowitz
        - Carl Diedrich Schoultz von Ascheraden (1751–1814), Oberstleutnant, auf Zarnekow, Gouverneur in Mecklenburg-Schwerin ⚭ Frederika Luise von Behr-Nedendank (1764–1823)
          - Carl Reinhold Schoultz von Ascheraden (1792–1825), auf Zarnekow, ⚭ Henriette Wilhelmine von Maltzan (1795–1876),[6] ohne Nachkommen; sie ist teilweise Herrin auf Zarnekow
          - Friedrich Ludwig Schoultz von Ascheraden (1794–1814)

        - Philipp Carl Ludwig Schoultz von Ascheraden (1756–1826), Kammerherr, Herr auf Zarnekow, Schmantewitz und Nehringen, ⚭ Carolina Louise Ulrika von Bohlen (1772–1849)[7]
          - August Ludwig Schoultz von Ascheraden (1793–1859), Herr auf Schmantewitz und Nehringen, preußischer Kammerherr,[8] Gesandter und Wirklicher Geheimrat ⚭ Marie Christine von Thun (1795–1861), ohne Nachkommen
          - Jeannette Philippine Schoultz von Ascheraden (1795–1855), ⚭ Ehrenfried Graf von Keffenbrinck auf Schloss Griebenow
          - Wilhelmine Friedrike Schoultz von Ascheraden (1798–1871), ⚭ Carl Friedrich von Keffenbrinck auf Plestin
          - Charlotte Agnese Helene Schoultz von Ascheraden (1804–1869), ⚭ August Heinrich von Pachelbel-Gehag

        - Martin Friedrich Schoultz von Ascheraden (1757–1820), kgl. schwed. Major, ⚭ n. n. (aus Frankreich)

## Ascheraden Stiftung
Die Ascheraden Stiftung wurde von Waltraud Schoultz von Ascheraden (* 15. Juli 1916 in Danzig, † 3. Juni 2004 in Bendestorf), Tochter des Georg Schoultz von Ascheraden (1872–1954) und seiner Ehefrau Antonie Schoultz von Ascheraden, gegründet. Ihre Nachfolgerin wurde ihre Tochter Elisabeth Schoultz von Ascheraden, die aus der Verbindung mit Hans Harmsen (1899–1989) entstammt. Die Stiftung kümmert sich um unverschuldet in Not geratene Personen die, dem Wunsch der Stifterinnen nach, alkohol- oder drogenabhängige Personen ausschließt. Folgende Projekte wurden bisher unterstützt: Kinderprojekte, Spendensammlungen, finanzielle Unterstützungen, Projektförderungen, Stipendiumvergabe und Unterstützung von Gewaltopfern. Die Stiftung ist Förderer des Hamburger Sozialfonds, einer Hilfseinrichtung der Behörde für Soziales der Hamburgischen Bürgerschaft.